# Tarnów Opolski
Pour les articles homonymes, voir Tarnów Opolski.
Tarnów Opolski est une localité polonaise de la voïvodie et le powiat d'Opole. Elle est le siège du gmina qui porte son nom.